# Cy Twombly
Edwin Parker "Cy" Twombly, Jr., född 25 april 1928 i Lexington, Virginia, död 5 juli 2011 i Rom, Italien, var en amerikansk konstnär.
Han fick smeknamnet Cy efter sin far, som i sin tur fick det efter basebollspelaren Cy Young. Twombly flyttade till Italien 1957 och gifte sig i april 1959 med baronessan Tatiana Franchetti (1934–2010). Cy Twomblys son, Cyrus Alessandro Twombly (född 1959), är också konstnär.
Cy Twombly fick 1996 Praemium Imperiale.